# Сербські імена
Сербське імена — це імена, притаманні членам сербської нації. Особисте ім'я, яке дано людині після народження, є її невід'ємною частиною, і зазвичай супроводжує її все життя. Ім'я є одним з найважливіших способів ідентифікації індивідуальних особистостей, відмінних від інших людей і народів.
В сербській традиції існує переконання, що значення імені може визначити долю власника. Сербські національні імена в основному слов'янського походження (нпр. Бранимир, Владислава, Весна, Вук). Християни в Сербії також використовують видозмінені грецькі імена (нпр. Дороті, Георгій, Даміан) і єврейські імена (нпр. Йован, Лазар, Тамара), в той час як сербські мусульмани користуються арабськими іменами (Амір, Селма, Єміна).

## Історія
Сербські імена спочатку були повністю слов'янськими іменами, які давалися в основному в честь назви тварин і рослин, природних явищ або хороших і бажаних рис характеру. Іноді імена мали певне магічне значення і вважалося, що такі імена визначали долю людини.
Християнізація сербів в середньовіччя і прийняття християнства, принесли імена єврейського і грецького походження, які врешті-решт увійшли в сербський фонд імен. Народні імена були поширені серед сербів на початку турецької епохи, і частка сербського національного імені в 15-му столітті склала 72,6 відсотка.Змішанням основ слов'янських і іншомовних імен виникли такі імена: Томислав, Петрослава, Павлимир, Турисав, і інші.
Серед громадян Белграда з 1900 по 1990 рік частіше всього зустрічалися імена з основами: мил, рад, драг, люб, жив, слав, вук, бор, мир. З 1990-х років стає все більше християнських календарних імен по відношенню до національних. На 10 імен новонароджених дітей чоловічої статі, в Белграді в період 2003—2005 років, тільки одне було національним.

## Походження імен
За походженням, сербські імена можна розділити на оригінальні імена зі слов'янськими основами, та іноземні імена (грецькі, єврейські, арабські та інші), які, в основному через релігію, увійшли в сербський фонд імен.

### Слов'янські імена
Слов'янські імена є частиною слов'янської спадщини сербів, які відомі протягом багатьох століть і широко поширені у всіх слов'янських народів:
- ан/а (Бојан, Дејан, Драган, Војкан, Владана, Звездана, Зорана, і інші.)
- бор/ка (Велибор, Далиборка, Ратибор)
- ван (Братован, Милован, Негован, Радован)
- вој/е (Боривоје, Добривоје, Кресивоје, Љубивоје, Миливоје, Радивој, і інші.)
- драг (Миодраг, Предраг)
- ко/ка (Жарко, Станко, Дарко, Борка, Бранка, Данка)
- љуб (Богољуб, Братољуб, Драгољуб, Мирољуб, Светољуб)
- мир (Бранимир, Будимир, Тихомир, Десимир, Љубомир, Чедомир)
- рад (Драгорад, Вукорад, Живорад, Милорад, Светорад)
- слав/а (Бранислава, Ватрослав, Драгослава, Мирослав, Радослав).

### Грецькі імена

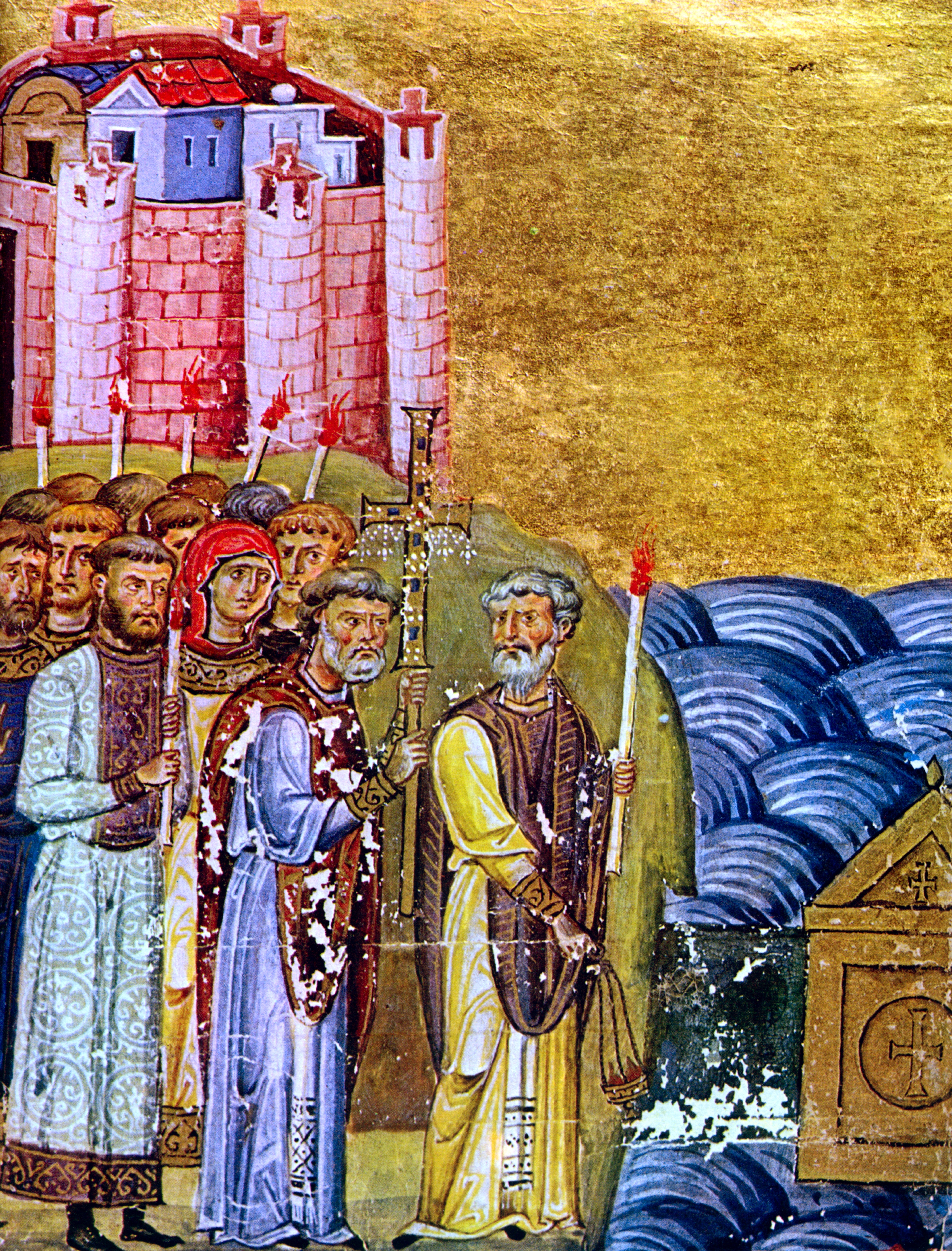
Хрещення слов'ян принесло єврейські і грецькі імена

Грецькі імена прийшли до сербів разом з християнством. Популярні імена:
- ије/а (Алексије, Арсеније, Димитрије, Василија, Анастасија…)
- еј/а (Андреј, Доротеја, Доситеј, Тадеј, Тимотеј, і інші.)
- им/а (Јевросима, Јероним, Леонид)

### Єврейські імена
Јеврејска имена прийшли до сербів разом з християнством, в більшості своїй це імена апостолів і особ з біблії. Найпоширеніші з них: Аврам, Адам, Гаврило, Давид, Данијела, Илија, Исак, Јеврем, Јеремија, Јелисавета, Јована, Јосиф, Лазар, Марија, Михаило, Наум, Сава, Сара, Тамара, Манасија і інші.

### Арабські імена
Арабські імена прийшли до сербів разом з поширенням ісламу. Їх обирають зазвичай мусльмани.Найпоширеніші з них: Аиша, Амила, Азра, Елмира, Емир, Емина, Есма, Јасмина, Ламија, Лејла, Мирза, Надија, Сенад, Синан, Сафет, Селма, Фатима, Фахрета, Хана, Шабан, і інші.

### Нові імена
Нові або «модні» імена — це імена, які набрали популярність протягом останніх п'ятдесяти років, увійшовши в сербський простір імен. В основному це імена відомих громадських діячів, акторів, політиків і т. д. Деякі з них: Елвіс (по Елвісу Преслі), Лењин, Стаљин (по комуністичних лідерах), Індіра (ім'я) (по Індіра Ганді), Жаклцна (по Жаклін Кеннеді), Касандра (по образу з серіалу Касандра ), Валентина (по Валентині Терєшковій), Сільвана (по Сільвані Мангано), Діана (по уельській принцесі Діані), і багато інших. Серед таких імен є ті, які виникли в наслідку захопленнями новими витворами науки і промисловості (Машинка, Тракторка, Петолетка і т. д.).

## Види імен
В сербських іменах ми бачимо два види імен, простий і складний.

### Прості імена
Прості як правило, формуються з основи, яка включає іменник, прикметник або дієслово, до яких додається закінчення:
- ан (Бојан, Вукан, Звездан)
- ван (Радован, Милован)
- ен (Огњен, Мишљен, Љубљен)
- ин (Даворин)
- ица (Драгица, Вукица, Вујица)
- ја (Цвеја, Хоја)
- је (Радоје, Благоје)
- ка (Милка, Славка, Јаворка)
- ко (Борко, Гојко, Станко, Ранко)
- ла (Добрила)
- ло (Јарило, Ведрило)
- на (Дивна, Видна, Стојна)
- ош (Милош, Радош, Драгош)
- та (Милета, Благота, Владета)
- ут (Борут, Добрут)
- хна (Будихна, Добрихна)
- ша (Угљеша, Вранеша), итд.

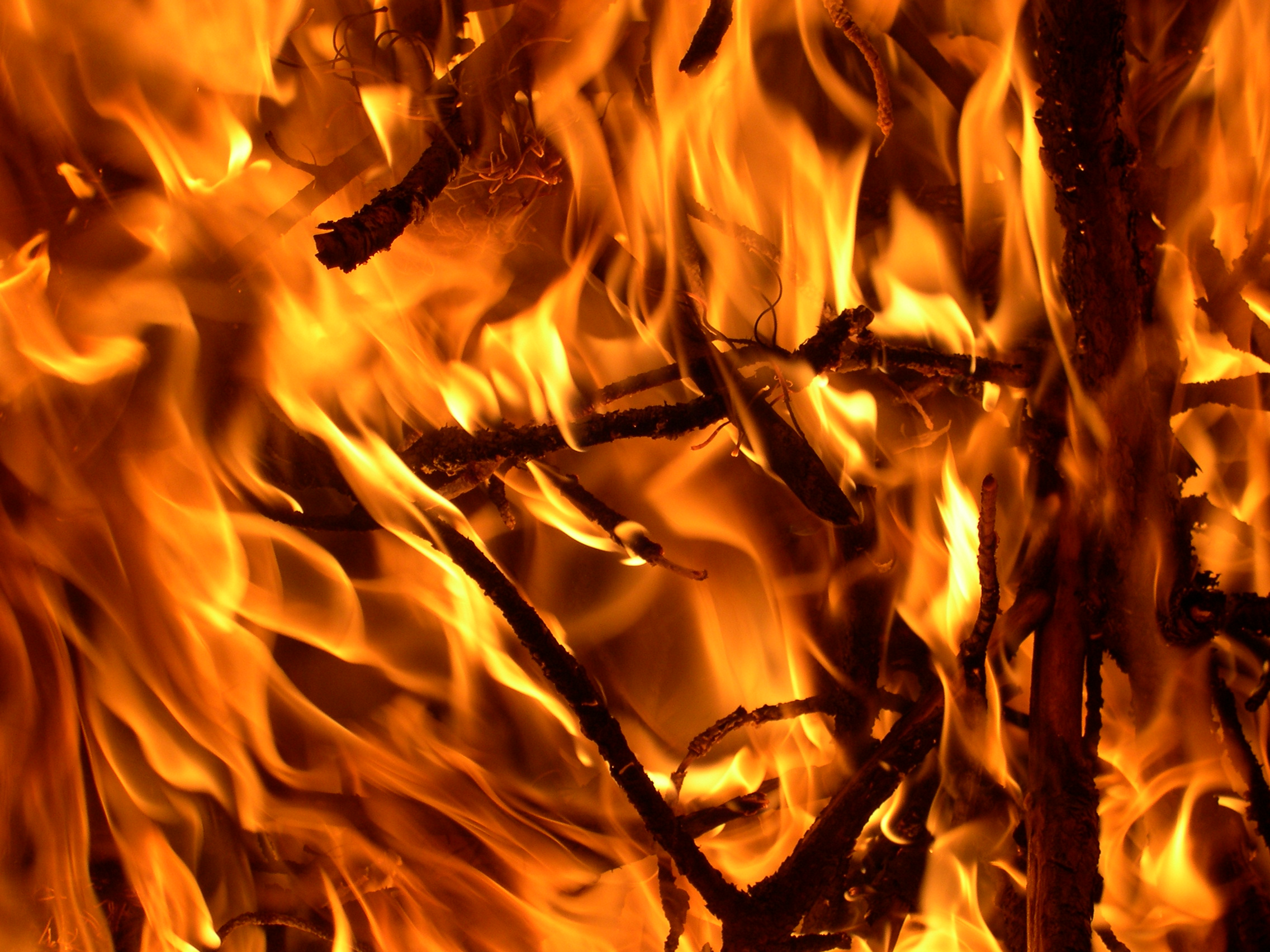
Приклад- ватра (вогонь) в іменах Ватрослав/а, Огњен/ка, Жарко

Прості імена можуть бути без закінчення, використовючи тільки сербський іменник. Таким чином, є багато імен, які створені з назв тварин або рослин, такі як: Вук, Голуб, Лав, Змај, Вишња, Дуња, Јагода, Ружа, Јела, і т. д.

### Складні імена
Складні імені складаються з декількох іменників, прикметників чи дієслів. Найвживаніші з них:
- бог (Богољуб, Божидарка)
- бор (Ратибор, Далиборка)
- бран (Бранимир, Бранислав)
- брат (Вукобрат, Братислав)
- вид (Видосава)
- влад (Владимир, Владислава)
- воје (Добривој, Миливоје)
- вук (Вукица, Вукосава)
- драг (Миодраг, Драга)
- жив (Живорад)
- љуб (Мирољуб)
- мил (Чедомил)

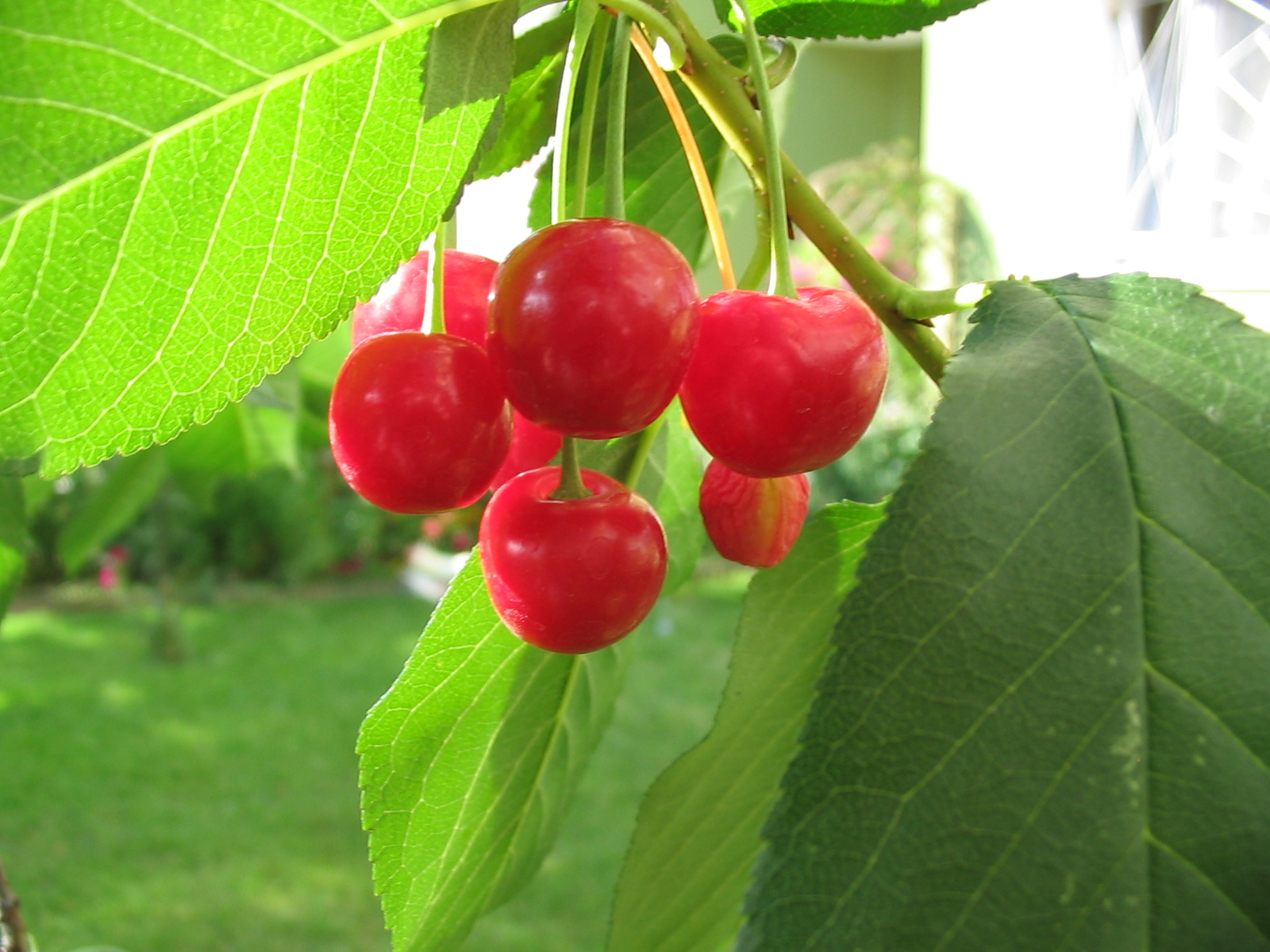
Дівчатом часто дають імена фруктів, наприклад по вишні.

- мир (Мирослав, Владимир, Бранимир)
- рад (Живорад, Милорад)
- рат (Ратибор, Ратимир)
- сав (Радосав, Радисав)
- син/шин (Вукашин, Драгашин)
- слав (Светислав, Ватрослав, Десислава)
- стан (Станимир)

## Значення імені
Імена є хорошим показником того, як народ сприймав навколишній світ, на що він сподівався, і як він відповів на труднощі, в яких опинився. Часто імена виражали рису яку батьки бажали своїм дітям срећа (щастя), здравље (здоров'я), лепота (краса), доброта, власт (влада), мир, памет (пам'ять), і т. д.

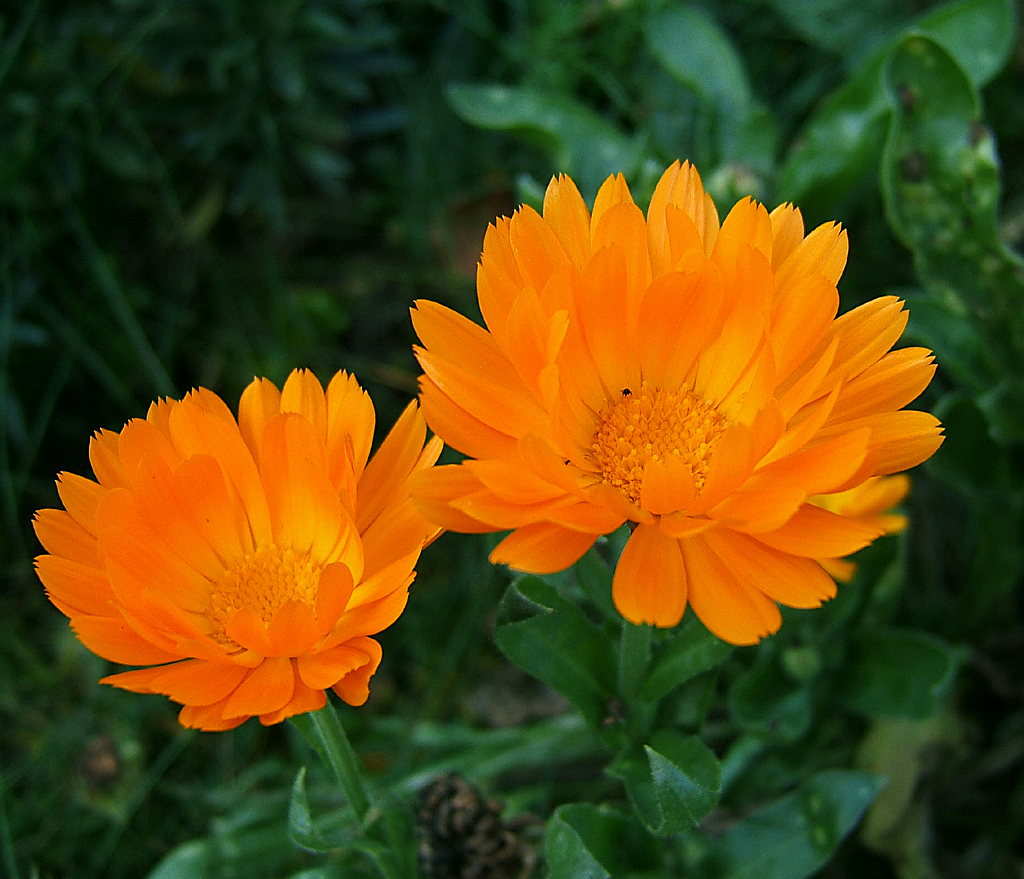
Також часто імена дають в честь квітки, наприклад невену.

- імена які призивають здоров'я: Гвозден, Здравко, Невена
- імена які призивають красу: Лепа, Дивна, Витомир
- імена які призивають доброту: Благоје, Добри, Добривоје, Доброчин, Добрача

Приклад :
- Зломаница, відлякує всяке зло
- Завида, ніхто не буде заздрити
- Страхиња, відганяє страх
- Отмич, відганяє хвороби
- Весна, за слов'янською богинею весни
- Лада, за слов'янською богинею краси
- Ранко і Ранка народилися рано вранці, або народилися передчасно
- Дуња, фрукт що зветься дуња